# Oxypetalum mosenii
Oxypetalum mosenii é um gênero de plantas com flores. Foi descrito pela primeira vez por Gustaf Oskar Andersson Malme. Oxypetalum mosenii pertence ao gênero Oxypetalum, e família Apocynaceae.

## Morfologia
Subarbustos volúveis com ramos puberulentos a glabrescentes. Folhas com pecíolos de 0,78-1,6 cm, pubescentes; lâminas ovado-lanceoladas a lanceoladas, medindo 3-7 x 1-3,2 cm, pubescentes a glabrescentes em ambas as faces, com ápice acuminado, base cordada e margens planas. Inflorescências subaxilares corimbiformes, com 2-3 flores, em pedúnculos de 0,6-1,8 cm, puberulentos e mais curtos que as folhas. Flores com pedicelos de 0,8-1,2 cm, puberulentos a pubescentes. Sépalas linear-lanceoladas, de 2,5-4,2 mm, pubescentes abaxialmente e com 2 coléteres adaxiais em cada axila. Corola creme-esverdeada, campanulada, com tubo de 2-2,7 mm, abaxialmente pubescente, e lobos lineares de 13-22 x 2,3-3 mm, patentes, torcidos e pubescentes em ambas as faces. Corona com lobos espatulados de 3,5-4 x 1-1,2 mm, ultrapassando as anteras, e com apêndices dentiformes na face adaxial. Ginostégio de 6-8 mm, subestipitado; anteras retangulares, com asas mais longas que o dorso. Polinário com retináculo oblongo-linear (0,73-0,77 x 0,15-0,18 mm), levemente mais longo que os polínios; caudículas oblíquo-descendentes, sem membrana hialina ou dentes laterais; polínios oblongos, medindo 0,64-0,70 x 0,16 mm. Apêndice estilar exserto, de 4-5,2 mm, ramificado em 5-6 segmentos filiformes (2,3-3 mm), ultrapassando os lobos da corona.

## Ocorrência
Planta nativa do Brasil, não endêmica, com ocorrências confirmadas nas regiões Sudeste (Minas Gerais, São Paulo) e Sul (Paraná, Rio Grande do Sul, Santa Catarina). Habita os domínios fitogeográficos da Mata Atlântica, em vegetações de Campo de Altitude, Floresta Ciliar ou Galeria, Floresta Ombrófila Pluvial e Floresta Ombrófila Mista.